# دنیاگیری کووید-۱۹ در پرو
دنیاگیری کووید-۱۹ در پرو بخشی از دنیاگیری بیماری کروناویروس ۲۰۱۹ در جهان است. اولین مورد تأیید شده در پرو در ۶ مارس ۲۰۲۰ در شهر لیما اعلام شد. وی جوانی ۲۵ ساله بود که به کشورهای فرانسه، اسپانیا و جمهوری چک سفر کرده بود.